# Ludivina Guzmán
Ludivina Guzmán Martínez (Ciudad Juárez, 19 maggio 1936) è un'ex cestista messicana.

## Carriera
Con il Messico ha disputato due edizioni dei Giochi panamericani (Città del Messico 1955, Chicago 1959).